# 高桥镇 (延安市)
高桥镇，是中华人民共和国陕西省延安市安塞区下辖的一个乡镇级行政单位。

## 行政区划
高桥镇下辖以下地区：
高桥村、刘坪村、徐清村、张兰沟村、北宋塌村、闫桥村、刘塔村、宋庄村、南屯村、郭家砭村、高庄村、高新庄村、桥庄村、大南沟村、垄圪堵村、黄屯村、宋坪村、贺坪村、冯庄村和洛平川村。